# Węgorzyno
Węgorzyno (deutsch Wangerin, Kreis Regenwalde) ist eine Kleinstadt und Sitz einer Stadt- und Landgemeinde gleichen Namens in der polnischen Woiwodschaft Westpommern im Powiat Łobeski (Kreis Labes).

## Geographische Lage

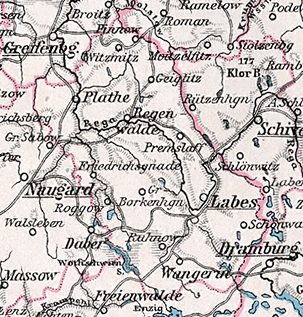
Wangerin südlich der Stadt Regenwalde auf einer Landkarte von 1905

Die Stadt liegt in Hinterpommern, im Südwesten der Draheimer Seenplatte (Pojezierze Drawskie) am Westufer des Wangeriner Sees (Jezioro Węgorzyno). Durch den Ort führt die Landesstraße 10, über die Stargard (Stargard in Pommern) nach 43 Kilometern und Drawsko Pomorskie (Dramburg) nach 20 Kilometern zu erreichen sind. Am Wangeriner See erhebt sich der Höllenberg mit einer Höhe von 133 Metern.

## Geschichte

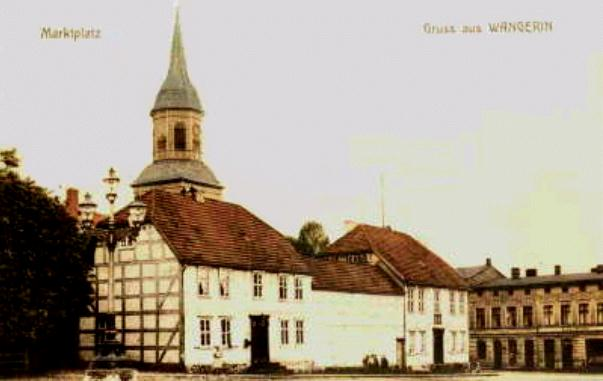
Wangerin um 1890

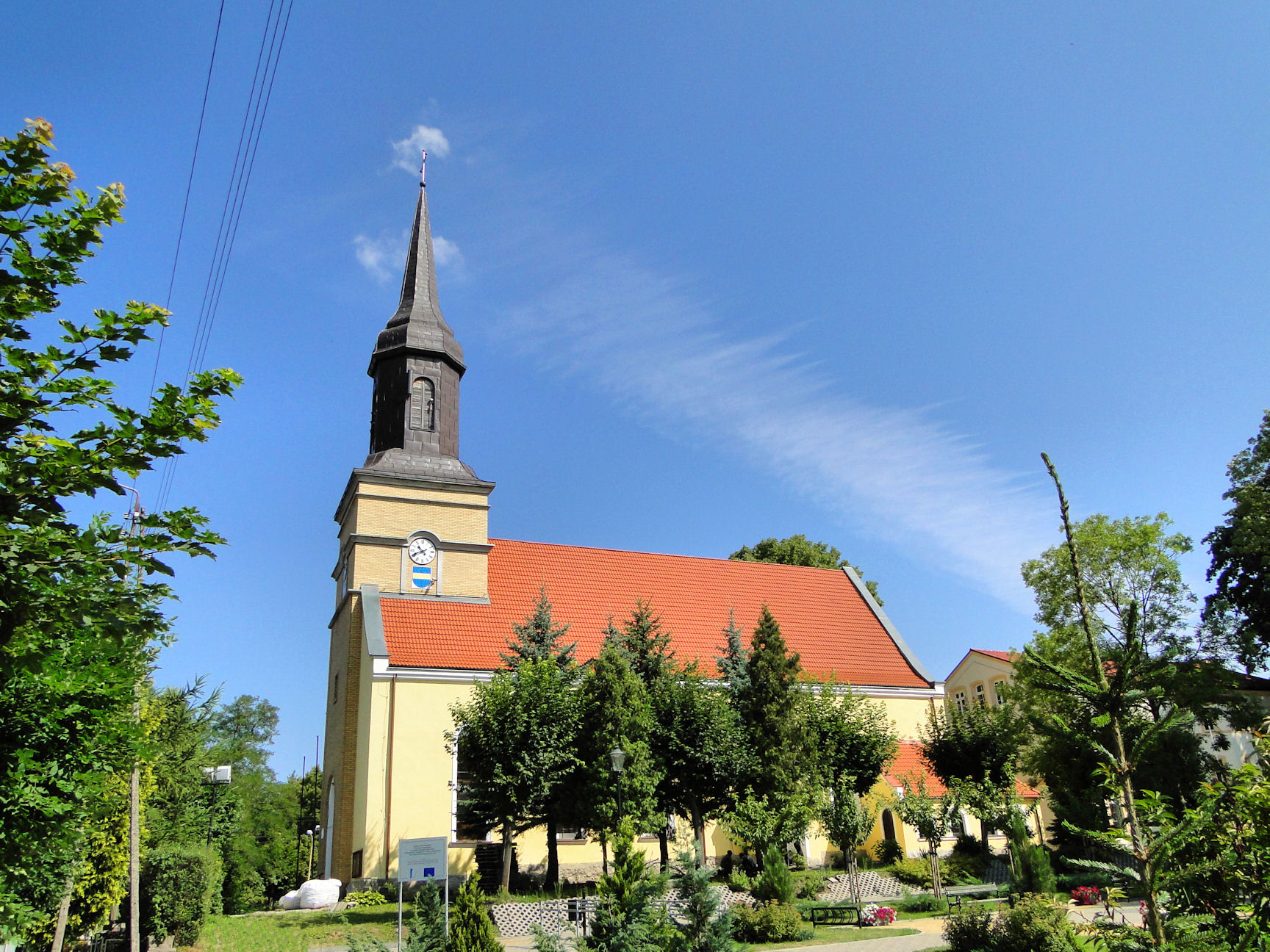
Stadtkirche

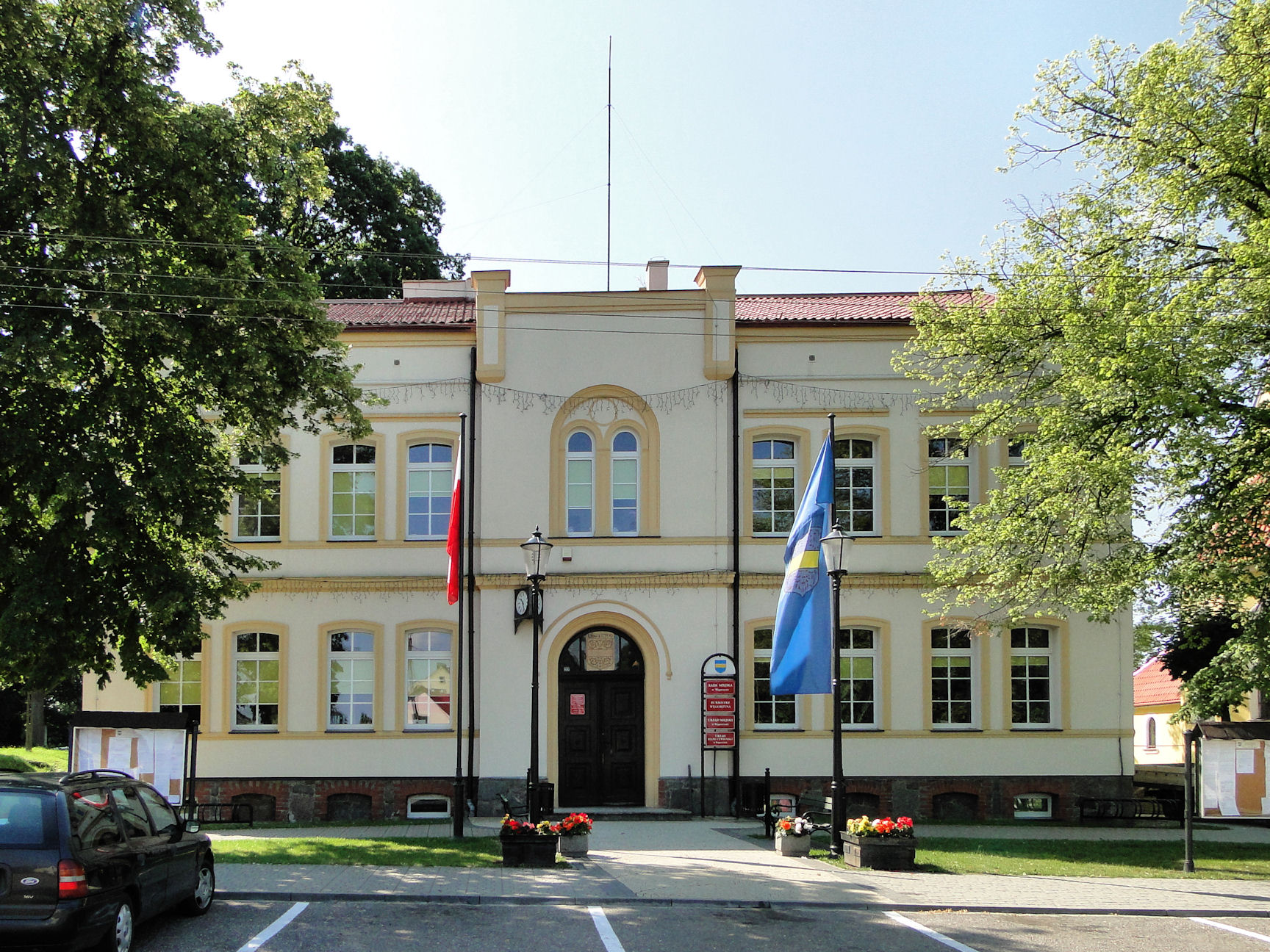
Rathaus Węgorzyno

Die Vergangenheit der Stadt war lange Zeit von der Familie Borcke geprägt worden. Die Borckes hatte in Wangerin ihren Stammsitz, von dem aus sie weite Teile des Umlandes bis 1815 beherrschten.
Am Westufer des Wangeriner Sees befand sich bereits ein wendischer Burgwall, als Henning Nicolaus von Borcke 1348 hier die erste Burg seines Familienzweigs errichtete. Im Bereich der Burg wurden Einwanderer aus dem Westen angesiedelt, und schon 1460 hatte der Ort lübisches Stadtrecht.
1569 kam es zu einem Streit zwischen der Stadt und der Borckeschen Familie über die Stadtprivilegien. Erst ein Urteil des Reichskammergerichtes von 1580 sicherte der Stadt weitgehende Rechte zu. Ein Stadtbrand zerstörte Wangerin 1593 erheblich, bei dem auch alle Urkunden über die Stadt verloren gingen. Nach dem Ende des Dreißigjährigen Krieges kam die Stadt, die bis dahin von den pommerschen Herzögen beherrscht wurde, zu Brandenburg, da 1637 das pommersche Herrscherhaus ausgestorben war. Sie wurde verwaltungsmäßig in den Borckschen Kreis, benannt nach den Landbesitzern, eingegliedert. Am 9. Februar 1697 fiel Wangerin erneut einem Großbrand zum Opfer, bei dem auch die Kirche und das Rathaus abbrannten. Es dauerte bis 1715, bis die Kirche wieder aufgebaut worden war. 1716 wurde eine Eskadron der preußischen Dragoner in der Stadt stationiert. 1786 gründeten die Füsilierer von Wangerin die älteste Kriegerkameradschaft Deutschlands: die „Militärische Schützenbruderschaft“, aus der sich später der noch heute bestehende Kyffhäuserbund entwickelte.
Nach dem Ende der napoleonischen Kriege wurde Wangerin 1818 in den neugeschaffenen Kreis Regenwalde der Provinz Pommern eingegliedert. Im selben Jahr bauten sich die Bürger ein neues Rathaus, das im Fachwerkstil errichtet wurde.
Als in Pommern die ersten Eisenbahnlinien gebaut wurden, lag Wangerin zunächst abseits, denn die 1859 fertiggestellte Strecke Stargard–Köslin führte fünf Kilometer westlich an der Stadt vorbei. Erst mit dem Bau Bahnlinie Ruhnow–Neustettin erhielt Wangerin seinen eigenen Bahnhof. Durch den Bahnanschluss entwickelte sich Wangerin, bisher hauptsächlich eine Ackerbürgerstadt, zu einem regionalen landwirtschaftlichen Handelszentrum. Die Zahl der Einwohner erhöhte sich von 2587 im Jahre 1875 auf 2747 im Jahre 1910. Bemerkenswerterweise lag dieses Gewerbe fast ausschließlich in jüdischer Hand, obwohl der Anteil der jüdischen Bevölkerung nur bei vier Prozent lag. In diese Zeit fiel auch die erste Stadterweiterung nach Norden hin. Eine zweite Erweiterungswelle gab es in den 1920er Jahren, als an den Ausfallstraßen neue Stadtrandsiedlungen entstanden.
Die Gemarkung der Stadtgemeinde Wangerin hatte um 1930 eine Flächengröße von 17,3 km². Im Stadtgebiet standen insgesamt 309 bewohnte Wohnhäuser an sechs verschiedenen Wohnstätten:
1. Bahnhof Wangerin
2. Forsthaus Wangerin
3. Pfarrvorwerk
4. Riegbaum
5. Vorwerk Ziegelei
6. Wangerin

1939 hatte Wangerin 3449 Einwohner.
Am 2. März 1945 begannen sowjetische Panzer, Wangerin zu beschießen. Die Bevölkerung floh aus der Stadt, deren Stadtkern durch den Beschuss in Flammen aufgegangen war. Nach der Besetzung durch die sowjetischen Truppen war die Innenstadt weitgehend zerstört. Viele der geflohenen Einwohner kehrten zurück. Am 20. Mai 1945 wurde die Stadt seitens der sowjetischen Besatzungsmacht der Volksrepublik Polen zur Verwaltung überlassen und in Węgorzyno umbenannt. Es begann in der Folgezeit die Zuwanderung von Polen, einhergehend mit der Vertreibung der verbliebenen deutschen Bevölkerung.

### Demographie
| Jahr | Einwohner | Anmerkungen                             |
| ---- | --------- | --------------------------------------- |
| 1740 | 0 645     | [ 5 ]                                   |
| 1782 | 0 634     | darunter 24 Juden                       |
| 1794 | 0 692     | darunter 30 Juden                       |
| 1812 | 0 765     | darunter ein Katholik und 61 Juden      |
| 1816 | 0 761     | darunter ein Katholik und 53 Juden      |
| 1831 | 1121      | darunter zwei Katholiken und 72 Juden   |
| 1843 | 1638      | darunter drei Katholiken und 72 Juden   |
| 1852 | 2032      | darunter vier Katholiken und 105 Juden  |
| 1861 | 2394      | darunter ein Katholik und 126 Juden     |
| 1875 | 2587      | [ 6 ]                                   |
| 1880 | 2709      | [ 6 ]                                   |
| 1925 | 2936      | darunter sieben Katholiken und 15 Juden |
| 1933 | 3272      | [ 6 ]                                   |
| 1939 | 3449      | [ 6 ]                                   |

## Sehenswürdigkeiten
- Die bis 1945 evangelische Stadtkirche, jetzt römisch-katholische Pfarrkirche Mariä Himmelfahrt, wurde im 15. Jahrhundert aus Findlingen errichtet und später mehrfach umgebaut, zuletzt nach den 1945 erlittenen Kriegszerstörungen von 1957 bis 1959.

## Gemeindepartnerschaft
- Gemeinde Uckerland (Deutschland, Land Brandenburg)

## Persönlichkeiten: Söhne und Töchter der Stadt
- Joachim Christian Timm (1734–1805), deutscher Apotheker und Botaniker, Bürgermeister von Malchin
- Antonia Carel (1853–nach 1932), deutsche Schriftstellerin
- Hermann Hinz (1916–2000), deutscher Prähistoriker und Hochschullehrer
- Inge Götze (* 1939), deutsche Künstlerin und Professorin für Malerei und Textilkunst an der Hochschule Burg Giebichenstein, Halle
- Ulrich Schulz (* 1942), deutscher Physiker und Immunologe, Wissenschaftler an der Universität Rostock
- Sławomir Wojciechowski (* 1962), polnischer Militär

## Gmina Węgorzyno

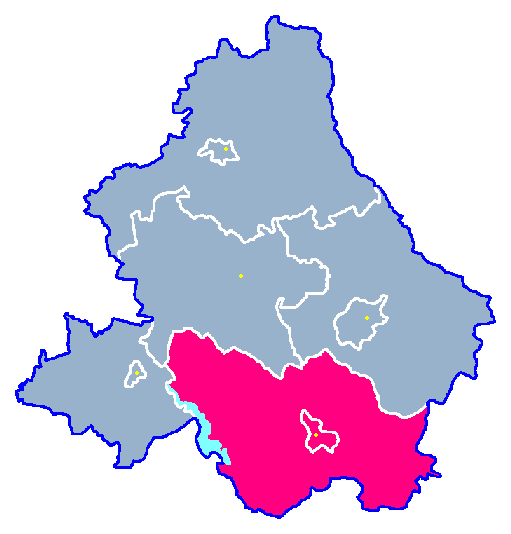
Die Lage der Gmina Węgorzyno (Wangerin) im Kreis Łobez (Labes)

### Allgemeines
Die Stadt- und Landgemeinde (gmina miejsko-wiejska) Węgorzyno umfasst eine Fläche von 256 km² und nimmt damit 24 % der Fläche des Powiat Łobeski (Kreis Labes) ein. Sie zählt mehr als 7300 Einwohner. Bis 1998 war die Gemeinde Teil der Woiwodschaft Stettin, und von 1999 bis 2002 gehörte sie zum Powiat Stargardzki (Kreis Stargard in Pommern). Für das gesamte Gemeindegebiet gilt die einheitliche Postleitzahl 73-155.
Der Südteil der Gmina Węgorzyno liegt im Landschaftspark Inski Park Krajebrazowy, durch den Ostteil fließt die Brzeżnicka Węgorza, die kurz hinter der Gemeindegrenze bei Łobez (Labes) in die Rega (Rega) mündet, ebenso wie die Reska Węgorza, die im Nordgemeindegebiet fließt.
Nachbargemeinden von Węgorzyno sind:
- Dobra (Daber), Łobez (Labes), Radowo Małe (Klein Raddow) im Powiat Łobeski,
- Drawsko Pomorskie (Dramburg) im Powiat Drawski (Kreis Dramburg),
- Chociwel (Freienwalde) und Ińsko (Nörenberg) im Powiat Stargardzki (Kreis Stargard in Pommern).

### Gemeindegliederung
Die Stadt- und Landgemeinde Węgorzyno ist in 17 Ortsteile („Schulzenämter“) untergliedert, zu denen 33 Ortschaften gehören:
- Ortsteile:

Neben der Stadt Węgorzyno
| - Brzeźniak (Rosenfelde) - Chwarstno (Horst) - Cieszyno (Teschendorf) - Kraśnik Łobeski (Kratzig) - Lesięcin (Lessenthin) - Mielno (Mellen) - Mieszewo (Meesow) - Przytoń (Klaushagen) - Runowo (Ruhnow) | - Runowo Pomorskie (Ruhnow-Bahnhof) - Sarnikierz (Dorotheenthal) - Sielsko (Silligsdorf) - Stare Węgorzynko (Wangerin B) - Trzebawie (Altenfließ) - Wiewiecko (Henkenhagen) - Winniki (Winningen) - Zwierzynek (Schwerin) |

- Andere Ortschaften:
- Brzeźnica (Bernsdorf), Dłusko (Blankenhagen), Gardno (Gerdshagen), Ginawa (Gienow), Kąkolewice (Kankelfitz), Podlipce (Piepstock), Połchowo (Polchow), Rogówko (Roggow B), Sulice (Neu Gerdshagen).

Im Gemeindegebiet liegen ferner die Wüstungen Elisenhof, Elmershagen, Kreutz, Neu Buchholz und Schwerinshof.

### Verkehr

#### Straßen
Die Gmina Węgorzyno ist durch eine Landesstraße (Droga krajowa, DK) und eine Woiwodschaftsstraße (Droga wojewódzka, DW) an das polnische Straßennetz angeschlossen:
- DK 20: Stargard (Stargard in Pommern) ↔ Szczecinek (Neustettin) – Bytów (Bütow) – Gdynia (Gdingen) – verläuft hier auf der Trasse der früheren deutschen Reichsstraße 158, die von Berlin bis nach Lauenburg in Pommern (heute polnisch Lębork) führte,
- DW 151: Świdwin (Schivelbein) – Łobez (Labes) ↔ Recz (Reetz) – Choszczno (Arnswalde) – Gorzów Wielkopolski (Landsberg a.d. Warthe) – zwischen Świdwin und Węgorzyno auf der Trasse der ehemaligen deutschen Reichsstraße 162 verlaufend.

Durch das südöstliche Gemeindegebiet verläuft – von Drawsko Pomorskie (Dramburg) auf der DK 20 kommend über Węgorzyno weiter auf der DW 151 Richtung Recz (Reetz) – die Touristenstrecke Droga Tysiaca Jezior (Północna) (Weg der Tausend Seen (Nord)).

#### Schienen
Die Gmina Węgorzyno ist heute mit den Bahnstationen Ruhnowo Pomorskie (Ruhnow, Bahnhof), Cieszyno Pomorskie (Teschendorf) und Lesięcin (Lessenthin) an die bedeutende polnische Bahnlinie Nr. 202 von Stargard (Stargard in Pommern) über Koszalin (Köslin) und Słupsk (Stolp) nach Danzig angeschlossen. Die Strecke wurde bereits 1859 eröffnet.
Seit dem Jahre 1869 zweigt in Ruhnowo Pomorskie die Bahnlinie Nr. 210 nach Szczecinek (Neustettin) und weiter bis Chojnice (Konitz) ab, an der der Bahnhof der Stadt Węgorzyno und auch die Bahnstation Wiewiecko (Henkenhagen) liegt.
Ab 1896 bis in die 1990er Jahre bestand zusätzlicher Bahnverkehr auf der Strecke der früheren Regenwalder Kleinbahn, die – über die im heutigen Gemeindegebiet liegenden Stationen Mieszewo (Meesow), Sielsko (Silligsdorf) und Zwierzynek (Schwerin) – die Städte Dobra (Daber) und Łobez (Labes) miteinander verband.